# バチェラー・ガール
「バチェラー・ガール」は、1985年7月20日リリース、稲垣潤一9枚目のシングル。

## 解説
横浜ゴム「インテック」CMソング。
初回プレスはカラー・レコード。
6枚目のオリジナル・アルバム『REALISTIC』収録シングル。なおアルバム収録にあたってボーカルの録り直しやバックトラックの編集・リミックスが行われた。
作曲の大瀧詠一が同年6月1日「B-EACH TIME L-ONG」でセルフカバー。

## 収録曲
- SIDE A

1. バチェラー・ガール
  - 作詞：松本隆　作曲：大瀧詠一　編曲：井上鑑

- SIDE B

1. 愛は腕の中で
  - 作詞：秋元康　作曲：林哲司　編曲：松任谷正隆